# نهر أوزولا
أوزولا أو أوسولا (Узола, Усола باللغة الروسية) هو نهر يقع في نيجني نوفغورود أوبلاست في روسيا. وهو رافد (نهر) أيسر لنهر الفولغا. يبلغ طول النهر 147 كـم (91 ميل). ومساحة مستجمعه المائي حوال 1,920 كـم2 (740 ميل2). يتجمد نهر أوزولا في شهر نوفمبر ويبقى كذلك حتى شهر أبريل.[بحاجة لمصدر]